# پایستی
شرکت پایستی (تلفظ ‎/paɪsti/‎) یک شرکت سوئیسی تولیدکننده و طراحی سنج است. پایستی سومین شرکت بزرگ تولیدکننده سنج، گنگ و ساز کوبه‌ای فلزی در جهان است. پایستی یک کلمه استونیایی/فنلاندی به معنای درخشش است.

## استفاده‌کنندگان کنونی یا پیشین طولانی مدت پایستی
- برایان تیچی از آزی آزبورن
- هل‌همر از میهم
- اریک کار از کیس
- نیک میسن از پینک فلوید
- فیل راد از ای‌سی/دی‌سی
- فرانک برد از زی‌زی تاپ
- چاری بننته از انترکس
- جان بونام از لد زپلین
- دنی کری از تول
- استیوارت کاپلند از پلیس
- دیو لومباردو از اسلیر
- نیکو مک‌برین از آیرن میدن
- لری مولن جونیور از یوتو
- ایان پیس از دیپ پرپل
- هرمان رربل از اسکورپیونز
- تامی لی از ماتلی کرو
- اسکات تراویس از جوداس پریست
- الکس ون هیلن از ون هیلن
- دیوید سیلوریا از کورن
- جوی جوردیسون از اسلیپ‌نات
- یوکا نوالاینن از نایت‌ویش
- تیکو تورس از بون جووی
- جان دالمایان از سیستم آو ا داون
- استیو آشیم از دیساید
- تامی آلدریچ از وایت‌اسنیک
- آشور ظفرمرادیان از مازیار فلاحی